# حشیش در لسوتو
حشیش در لسوتو یکی از محصولات سنتی این کشور به‌شمار می‌رود. با آنکه مصرف و کشت آن همچنان از نظر قانونی ممنوع است، اما در بسیاری از مناطق به‌طور گسترده تحمل می‌شود. این گیاه در زبان سوتو با نام‌های «ماتکوآنه» (matekoane)، «خوما ئه فاتسه» (khomo ea fatše)، «لیکاتا» (likata) یا «کاکانا» (kakana) شناخته می‌شود.لسوتو یکی از بزرگ‌ترین تولیدکنندگان حشیش در منطقه است، و این محصول مهم‌ترین محصول نقدی این کشور محسوب می‌شود. در دههٔ ۲۰۰۰ میلادی برآورد شده بود که حدود ۷۰٪ از حشیش مصرفی آفریقای جنوبی از لسوتو منشأ می‌گیرد.در سال ۲۰۱۷، لسوتو نخستین کشور آفریقایی بود که مجوز رسمی برای کشت حشیش دارویی صادر کرد، اقدامی که موجب جذب سرمایه‌گذاری خارجی به‌ویژه از سوی شرکت‌های دارویی بین‌المللی شد.

## تاریخچه و فرهنگ
استفاده از حشیش در لسوتو دست‌کم به سدهٔ شانزدهم میلادی بازمی‌گردد. در حدود سال ۱۵۵۰ میلادی، قوم کوئنا (Koena) در ازای دریافت زمین از قبایل بومی سان، به آن‌ها حشیش می‌دادند.
تا سدهٔ نوزدهم، حشیش به یکی از محصولات اصلی پادشاهی لسوتو تبدیل شده بود.
تا به امروز، گیاه حشیش تقریباً در تمام مناطق لسوتو، حتی در پایتخت، کشت می‌شود، اما مناطق اصلی کشت آن در ارتفاعات مرکزی و دامنه‌های غربی کوهستان قرار دارد.

## قانون‌گذاری
در سال ۲۰۰۸، قانون «مواد سوءمصرف» جایگزین قانون «داروهای خطرناک» سال ۱۹۷۳ شد و لسوتو را با استانداردهای بین‌المللی از جمله کنوانسیون ۱۹۶۱ هماهنگ کرد. آخرین اصلاحیه، «قانون مقررات حشیش پزشکی» در سال ۲۰۱۸ بود.

### اجرای قانون
در یک عملیات مشترک آفریقای جنوبی و لسوتو در سال ۲۰۰۶، ۴۷ تُن حشیش کشف و ضبط شد. با این‌حال، به دلیل فقر گسترده در کشور و وابستگی اقتصادی به این محصول، کشت آن تا حد زیادی نادیده گرفته می‌شود.

### اصلاحات مربوط به حشیش پزشکی
در سال ۲۰۱۷، وزارت بهداشت لسوتو به یک شرکت آفریقای جنوبی مجوز کشت حشیش برای اهداف پزشکی و علمی اعطا کرد که نخستین مورد قانونی در آفریقا بود.
تا اوایل سال ۲۰۱۸، دولت لسوتو به شش شرکت مجوز تولید حشیش پزشکی اعطا کرد که سه شرکت از آن‌ها به‌طور کامل یا بخشی توسط سرمایه‌گذاران بین‌المللی خریداری شدند:
- وروه داینامیکس – حدود ۳۰٪ سهام توسط شرکت کانادایی آفریا خریداری شد.[۱۲]
- مدی‌گرو لسوتو – ۱۰٪ سهام متعلق به شرکت کانادایی سوپریم کانابیس.[۱۳]
- ددی‌کن – ۱۰۰٪ خریداری‌شده توسط شرکت کانوپی گروث کانادا.[۱۴]
- مدی‌کینگدام – متعلق به بریتانیا.
- داروسازی توسعه کورپ (PDC) – اکنون تحت مالکیت شرکت آمریکایی کوریکس است.[۱۵]
- بیوفلو علوم زیستی و سلامت – ۲۰٪ از آن در مالکیت شرکت کانادایی هالو لبز است.[۱۶]
- وی‌گرو تولید حشیش پزشکی لسوتو – ۸۰٪ از مالکیت متعلق به شرکت اسرائیلی ای‌اس‌آی‌اف۴۲۰. [۱۷]

این اصلاحات به دلیل عدم ایجاد فرصت برای کسب‌وکارهای کوچک و متوسط مورد انتقاد قرار گرفته‌اند. پژوهشگران نیز معتقدند که "نامشخص است آیا دولت لسوتو با در نظر گرفتن منافع خانوارهای آسیب‌پذیر روستایی که سال‌ها به کشت حشیش وابسته بوده‌اند، عمل کرده است یا خیر."
فعالان اجتماعی اظهار داشته‌اند که:
حشیش هنوز برای شهروندان غیرقانونی است، به این معنا که مردم باسوتو اجازه استفاده، مالکیت یا کشت حشیش را ندارند؛ و حتی دسترسی به فرآورده‌های حشیش برای استفاده‌های پزشکی، صنعتی، سنتی، مذهبی یا تفریحی نیز ممکن نیست. در حالی‌که مقادیر زیاد حشیش هر روزه به آفریقای جنوبی قاچاق می‌شود، شهروندان لسوتو همچنان در خیابان‌ها و خانه‌هایشان دستگیر می‌شوند.

## جستجوی زیستی
مانند بسیاری دیگر از کشورهای آفریقایی، لسوتو نیز دارای گونه‌های سنتی گیاه حشیش (Cannabis) است که نسل‌ به نسل کشت شده‌اند.
از آن‌جا که این گونه‌ها اغلب مورد زیست‌دزدی قرار می‌گیرند، شکایاتی مطرح شده است مبنی بر اینکه «این ژنتیک‌های گیاهی اکنون به سراسر جهان صادر می‌شوند، بدون اینکه هیچ منفعتی برای جوامع محلی‌ای که نسل‌ها از آن‌ها مراقبت کرده‌اند فراهم شود.» این مسئله باعث شده است که گونه‌های محلی حشیش به‌عنوان یک ذخایر ژنتیکی در معرض خطر دزدی زیستی قرار گیرند.